# Luogosano
Luogosano é uma comuna italiana da região da Campania, província de Avellino, com cerca de 1.298 habitantes. Estende-se por uma área de 6 km², tendo uma densidade populacional de 216 hab/km². Faz fronteira com Fontanarosa, Lapio, Paternopoli, San Mango sul Calore, Sant'Angelo all'Esca, Taurasi.

## Demografia
| Variação demográfica do município entre 1861 e 2011                               |
|                                                                                   |
| Fonte: Istituto Nazionale di Statistica (ISTAT) - Elaboração gráfica da Wikipedia |